# Pascual Cervera y Topete
Pascual Cervera y Topete (Medina Sidonia, 18 de febrer de 1839 – Puerto Real, 3 d'abril de 1909) va ser un destacat almirall de l'Armada Espanyola.

## Biografia

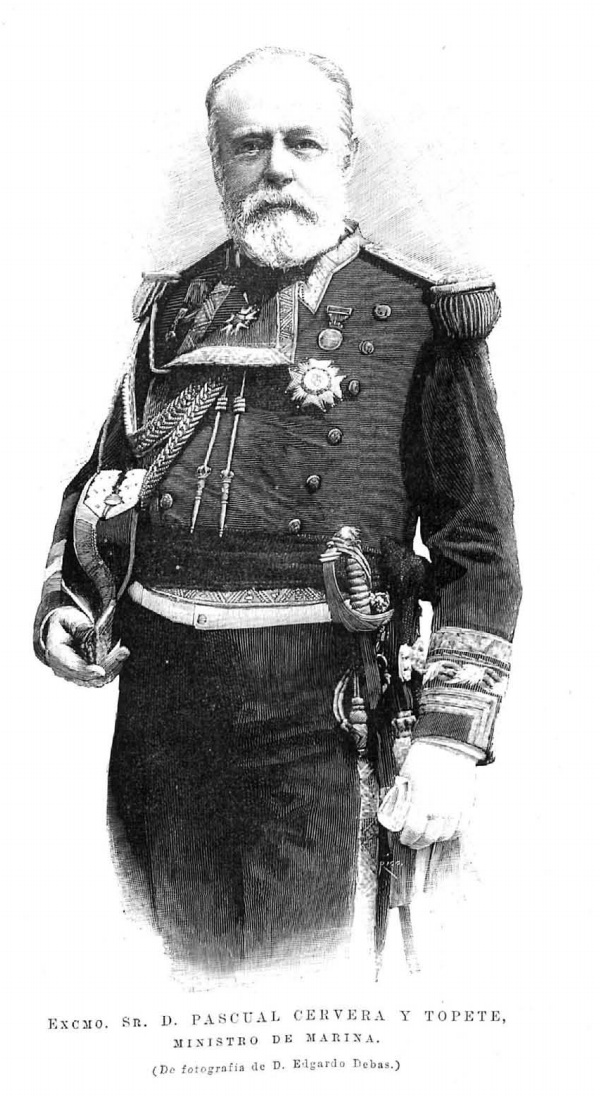
Gravat de La Ilustración Española y Americana de 1893

Cervera ingressà al Col·legi Naval als 13 anys el 30 de juny de 1852 i fou ascendit a guàrdiamarina el 1855, prestant servei durant la campanya d'Àfrica a la fragata d'hèlix Princesa de Asturias, i del Vasco Núñez.
Quan va complir 21 anys va rebre el despatx d'Alferes de Navili. Posteriorment, va ser enviat a les Filipines, sota les ordres de Casto Méndez Núñez. Va lluitar contra els rebels malais i també en els assalts als forts de la Cotta i de Pagalugan, on va ser ascendit al grau de tinent de navili en atenció als mèrits de guerra. Va continuar a les Filipines realitzant treballs d'hidrografia i aixecant cartes dels centenars d'illes de l'arxipèlag, tornant a la península el 1865.
Entre 1865 i 1868, se li va encarregar la formació de guàrdiamarines a bord del navili de línia Francisco de Asís. Ascendeix a capità de fragata i pren part en la guerra carlista i en la defensa de l'Arsenal de la Carraca durant la proclamació del Cantó de Cadis.
Després de la Revolució Cantonal, va ser enviat de nou a les Filipines, al comandament de la corbeta d'hèlix Santa Lucía, on va haver d'intervenir en accions de guerra, especialment a Mindanao. El 1876 va ser nomenat Governador de l'arxipèlag de Sulu. De tornada a la península, i després d'ocupar diversos càrrecs en el ministeri de marina, va rebre el comandament del vaixell escola de guardiamarines, la corbeta Ferrolana a mitjan 1879. A la fi de 1880 va ser designat comandant militar de marina de Cartagena.
Va presidir la Comissió Constructora del cuirassat Pelayo, del que en 1888, i amb José Ferrándiz y Niño com a segon al comandament, fou el primer comandant, rebent durant la seva estada a França la Legió d'Honor. El 1891 va ser nomenat director tècnic i administratiu de les drassanes del Nervión, contractat per finalitzar la construcció dels tres creuers cuirassats de la classe Infanta Maria Teresa.
Entre el 14 de desembre de 1892 i el 23 de març de 1893 va exercir com a ministre de marina. Durant la legislatura 1893-1894, va ser escollit senador per Cadis i durant la legislatura 1898-1899 per Albacete.
Comptava amb una llarga experiència en càrrecs militars navals i, en esclatar la Guerra hispano-estatunidenca en 1898, va aconseguir burlar el bloqueig al que estaven sotmeses les Antilles espanyoles per tres formacions navals nord-americanes.
El 3 de juliol de 1898, en aigües de Santiago de Cuba, va presentar batalla a la flota de l'almirall Sampson, superior en nombre i qualitat d'equips. L'esquadra espanyola va ser vençuda després d'un combat desigual. Cervera i els seus superiors mantenien postures enfrontades sobre la forma en què s'havia d'actuar. Cervera va acatar sempre les ordres rebudes, però ho va fer a contracor, a l'últim moment i mostrant la seva disconformitat. La decisió de Cervera de sortir de Santiago a ple dia i enganxat a la costa solament s'explica des del punt de vista humanitari, per tractar de minimitzar el nombre de víctimes en la batalla, la qual cosa confirma que Cervera donava per perduda la batalla abans d'iniciar-la.
Aquesta forma de pensar coincideix amb la seva decisió inicial d'evitar enfrontar-se a l'esquadra nord-americana i esperar protegit en el port, la qual cosa va resultar indubtablement errònia i contraproduent, perquè de totes maneres va haver d'acabar enfrontant-se a la flota nord-americana, però en una situació infinitament més desavantatjosa que en una batalla en mar obert, ja que els seus vaixells van haver de sortir del port i presentar batalla d'un en un. El port de Santiago era aparentment un bon refugi, perquè oferia protecció a la flota enfront d'un atac de forces navals però, per aquestes mateixes característiques, va resultar una ratera per a la flota espanyola en sortir de port a presentar batalla.
Encara que cal reconèixer que les forces navals espanyoles eren notablement inferiors a les nord-americanes, Cervera va ser incapaç d'idear una estratègia militar coherent i estructurada. El capità de navili Fernando Villaamil havia proposat dur a terme accions ofensives per fer replegar-se a l'enemic i aconseguir un major equilibri de forces, i el també capità de navili Joaquín Bustamante havia proposat una sortida nocturna escalonada. Cap de les dues propostes va ser atesa per Cervera, que va optar per la inacció. A més, Cervera podia haver pres altres decisions errònies: la distància entre uns vaixells i altres en sortir va ser excessiva, i resulta bastant discutible que l'ordre que va escollir de sortida dels vaixells fos l'adequat.
Cervera va ser fet presoner en la batalla. Una altra sort va tenir el capità de navili Fernando Villaamil, autèntic heroi i màrtir de la batalla, que va morir en combat a bord del Furor. El capità de navili Joaquín Bustamante no va participar en la batalla, perquè havia desembarcat al comandament de les columnes de desembarcament, va resultar ferit en la batalla de los Cerros de San Juan, prop de Santiago de Cuba i va morir pocs dies després.
Després de la guerra de Cuba, Cervera va haver de suportar la incoació d'un procediment contra ell, i hagué de sol·licitar-se un suplicatori per la seva condició de senador i els oficials supervivents. L'expedient, però, fou sobresseït.
En la legislatura 1903-1904, fou designat senador vitalici. Va morir el 3 d'abril de 1909, després d'ocupar alguns càrrecs importants, i les seves despulles es troben al Panteó de Marins Il·lustres de San Fernando, on hi fou enterrat el 19 de juny de 1916.

## Llegat

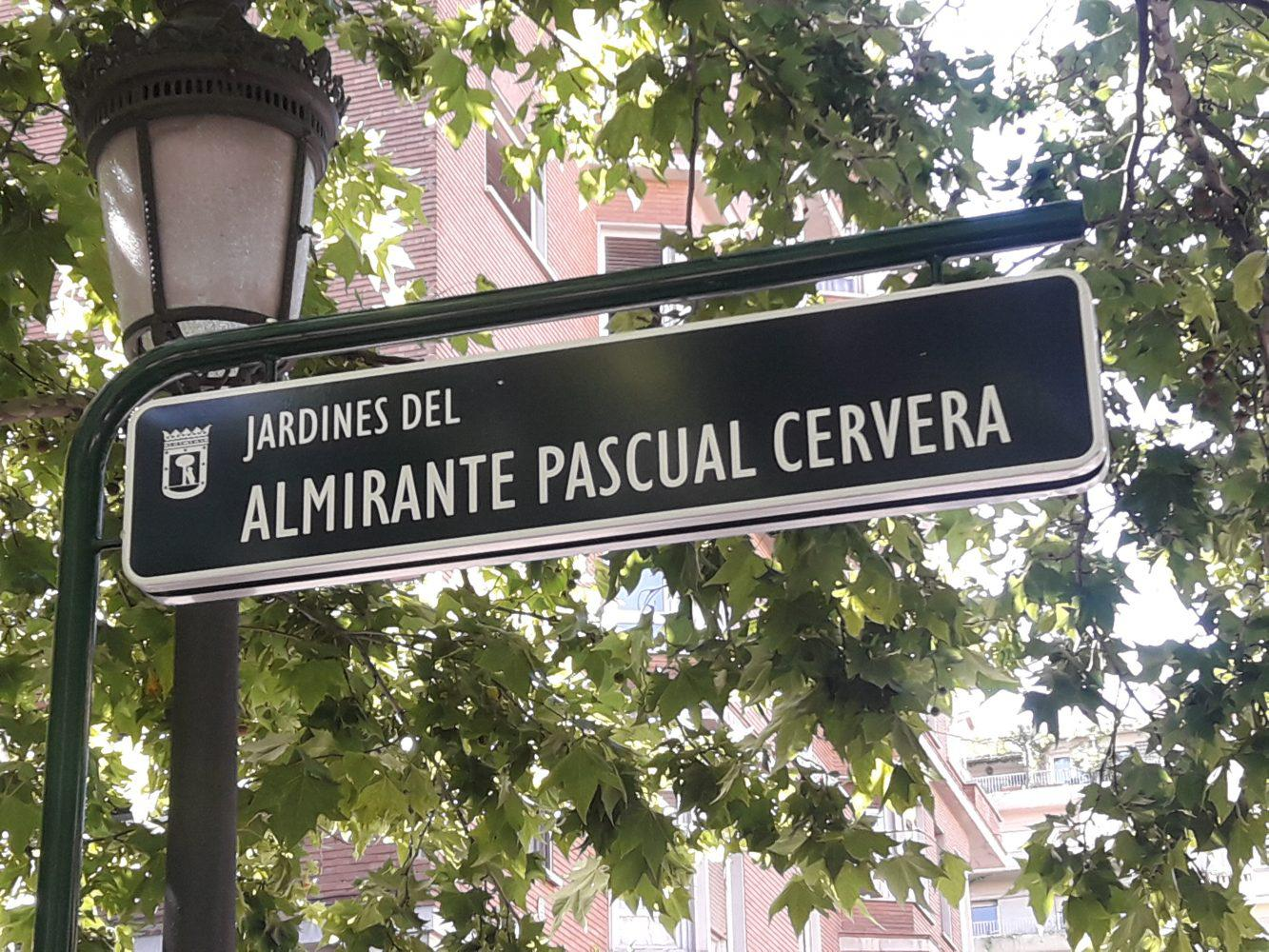
Jardí en memòria de l'almirall Cervera a Madrid.

Després de la seva mort, un vaixell de l'Armada Espanyola portà el nom d'Almirante Cervera.
Un carrer de Barcelona portà el nom de "Almirall Cervera". El maig de 2017 l'Ajuntament va fer públic que tenia intenció de canviar-li el nom per "Pepe Rubianes", cosa que finalment va fer el 15 d'abril de 2018, entre queixes dels descendents de Cervera.